# العلاقات الهندية الغواتيمالية
العلاقات الهندية الغواتيمالية هي العلاقات الثنائية التي تجمع بين الهند وغواتيمالا.

## مقارنة بين البلدين
هذه مقارنة عامة ومرجعية للدولتين:
| وجه المقارنة                                              | الهند                       | غواتيمالا       |
| --------------------------------------------------------- | --------------------------- | --------------- |
| المساحة (كم2)                                             | 3.29 مليون                  | 108.89 ألف      |
| عدد السكان (نسمة)                                         | 1.35 مليار                  | 17.26 مليون     |
| الكثافة السكانية (ن./كم²)                                 | 410.33                      | 158.51          |
| العاصمة                                                   | نيودلهي                     | غواتيمالا       |
| اللغة الرسمية                                             | اللغة الهندية، لغة إنجليزية | اللغة الإسبانية |
| العملة                                                    | روبية هندية                 | كتزال غواتيمالي |
| الناتج المحلي الإجمالي (بليون دولار)                      | 2.60 تريليون                | 75.62 مليار     |
| الناتج المحلي الإجمالي (تعادل القوة الشرائية) بليون دولار | 8.00 تريليون                | 126.21 مليار    |
| الناتج المحلي الإجمالي الاسمي للفرد دولار أمريكي          | 1.60 ألف                    | 3.90 ألف        |
| الناتج المحلي الإجمالي للفرد دولار أمريكي                 | 5.70 ألف                    | 7.45 ألف        |
| مؤشر التنمية البشرية                                      | 0.609                       | 0.627           |
| رمز المكالمات الدولي                                      | +91                         | +502            |
| رمز الإنترنت                                              | .in، .भारत ‏، .بھارت ‏،        | .gt             |
| المنطقة الزمنية                                           | ت ع م+05:30، توقيت الهند    | 00              |

## منظمات دولية مشتركة
يشترك البلدان في عضوية مجموعة من المنظمات الدولية، منها:
| علم المنظمة | اسم المنظمة                        | تاريخ انضمام الهند | تاريخ انضمام غواتيمالا |
| ----------- | ---------------------------------- | ------------------ | ---------------------- |
|             | يونسكو                             | 4 نوفمبر 1946      | 2 يناير 1950           |
|             | مؤسسة التمويل الدولية              | 20 يوليو 1956      | 20 يوليو 1956          |
|             | منظمة حظر الأسلحة الكيميائية       | ?                  | ?                      |
|             | مؤسسة التنمية الدولية              | 24 سبتمبر 1960     | 27 أبريل 1961          |
|             | منظمة التجارة العالمية             | 1995               | ?                      |
|             | وكالة ضمان الاستثمار متعدد الأطراف | 6 يناير 1994       | 11 يوليو 1996          |
|             | الاتحاد البريدي العالمي            | ?                  | ?                      |
|             | الاتحاد الدولي للاتصالات           | 1869               | 10 يوليو 1914          |
|             | منظمة الشرطة الجنائية الدولية      | ?                  | ?                      |
|             | الأمم المتحدة                      | 30 أكتوبر 1945     | 21 نوفمبر 1945         |
|             | البنك الدولي للإنشاء والتعمير      | 27 ديسمبر 1945     | 28 ديسمبر 1945         |
|             | المنظمة الهيدروغرافية الدولية      | ?                  | ?                      |

## وصلات خارجية
- موقع وزارة الخارجية الهندية
- موقع وزارة الخارجية الغواتيمالية